# Zé Luiz
Zé Luiz, właśc. José Luiz de Oliveira (ur. 16 listopada 1904 w Rio de Janeiro, zm. ?) – brazylijski piłkarz występujący na pozycji środkowego obrońcy.

## Kariera klubowa
Zé Luiz zaczynał karierę w SE Palmeiras w 1922 roku i występował w nim do 1924 roku. W latach 1925–1935 spędził w São Cristóvão Rio de Janeiro, z którym świętował zdobycie mistrzostwo stanu Rio de Janeiro – Campeonato Carioca w 1926 roku. W 1938 zakończył piłkarską karierę w Bangu AC.

## Kariera reprezentacyjna
Zé Luiz na początku lat 30. zagrał w reprezentacji Brazylii, z którą uczestniczył w mistrzostwach świata w 1930 roku w Urugwaju. Na mistrzostwach wystąpił w wygranym 4-0 meczu z reprezentacją Boliwii. Łącznie wystąpił w reprezentacji Brazylii w 3 spotkaniach.